# De sang et d'ébène
De sang et d'ébène (Blood from a Stone, dans les éditions originales en anglais) est un roman policier américain de Donna Leon publié en 2005. C'est le 14e roman de la série mettant en scène le personnage de Guido Brunetti.

## Éditions
Éditions originales en anglais
- (en) Donna Leon, Blood from a Stone, Londres, William Heinemann, 3 mars 2005, 288 p. (ISBN 978-0-434-01299-2) — Édition britannique
- (en) Donna Leon, Blood from a Stone, New York, Atlantic Monthly Press, 10 avril 2005, 276 p. (ISBN 978-0-87113-887-3, LCCN 2005040961) — Édition américaine

Éditions françaises
- Donna Leon (auteur) et William Olivier Desmond (traducteur) (trad. de l'anglais), De sang et d'ébène [« Blood from a Stone »], Paris, Calmann-Lévy, coll. « Calmann-Lévy suspense », 27 février 2008, 309 p. (ISBN 978-2-7021-3752-9, BNF 41208615)
- Donna Leon (auteur) et William Olivier Desmond (traducteur) (trad. de l'anglais), De sang et d'ébène [« Blood from a Stone »], Paris, Points, coll. « Points policier » (no P2056), 8 janvier 2009, 326 p. (ISBN 978-2-7578-0279-3, BNF 41418802)

## Adaptation télévisée
Le roman a fait l'objet d'une adaptation pour la télévision, en 2008, sous le même titre français (titre allemand original : Blutige Steine), dans le cadre de la série Commissaire Brunetti dans une réalisation de Sigi Rothemund, produite par le réseau ARD et initialement diffusée le 22 mai 2008.